# Liste der Biografien/Mayd
Liste der Biografien |
Portal Biografien |
Personensuche
# |
A |
B |
C |
D |
E |
F |
G |
H |
I |
J |
K |
L |
M |
N |
O |
P |
Q |
R |
S |
T |
U |
V |
W |
X |
Y |
Z |
?
 
Ma |
Mb |
Mc |
Md |
Me |
Mf |
Mg |
Mh |
Mi |
Mj |
Mk |
Ml |
Mm |
Mn |
Mo |
Mp |
Mq |
Mr |
Ms |
Mt |
Mu |
Mv |
Mw |
Mx |
My |
Mz
 
Maa |
Mab |
Mac |
Mad |
Mae |
Maf |
Mag |
Mah |
Mai |
Maj |
Mak |
Mal |
Mam |
Man |
Mao |
Map |
Maq |
Mar |
Mas |
Mat |
Mau |
Mav |
Maw |
Max |
May |
Maz
 
Maya |
Mayb |
Mayc |
Mayd |
Maye |
Mayf |
Mayh |
Mayi |
Mayk |
Mayl |
Maym |
Mayn |
Mayo |
Mayr |
Mays |
Mayt |
Mayu |
Mayv |
Mayw
Die Liste der Biografien führt alle Personen auf, die in der deutschsprachigen Wikipedia einen Artikel haben. Dieses ist eine Teilliste mit 17 Einträgen von Personen, deren Namen mit den Buchstaben „Mayd“ beginnt.

## Mayd

### Mayda
- Maydana, Virginia, argentinische Handballspielerin
- Mayday, Elly (1988–2019), kanadisches Fotomodell

### Mayde
- Maydell, Anna von (1861–1944), deutsch-baltische Malerin
- Maydell, Bernd Baron von (1934–2018), deutscher Jurist und Hochschullehrer
- Maydell, Eduard von (1830–1899), deutsch-baltischer Politiker, Ritterschaftshauptmann und Gutsbesitzer
- Maydell, Ernst von (1888–1960), deutsch-baltischer Maler
- Maydell, Eva (* 1986), bulgarische Politikerin
- Maydell, Eveline von (1890–1962), deutsche Silhouetten-Künstlerin
- Maydell, Friedrich Ludwig von (1795–1846), deutschbaltischer Maler, Graphiker und Bildhauer
- Maydell, Georg Johann (1648–1710), schwedischer Freiherr und General schwedischen Infanterie
- Maydell, Hans-Jürgen von (1932–2010), deutscher Forstwissenschaftler
- Maydell, Oona von (* 1985), deutsche SchauspielerinOona von Maydell (* 1985)

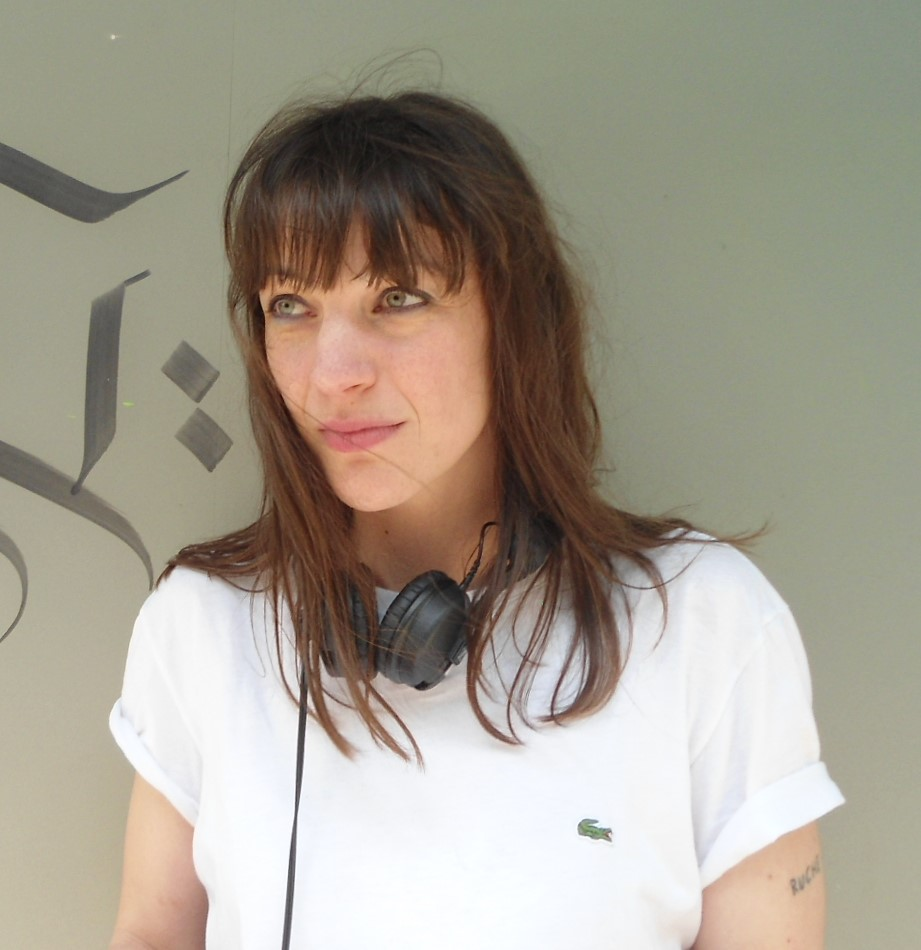
Oona von Maydell (* 1985)

- Maydell, Otto Johann von (* 1682), schwedischer Generalmajor und russischer Feldmarschall
- Maydell, Peter von (1819–1884), Arzt, Reformator des Sanitätswesens von St. Petersburg
- Maydell, Sabine von (* 1955), deutsche Schauspielerin und Autorin
- Maydell, Tönnies († 1600), deutsch-baltischer Adliger, schwedischer Admiral, estländischer Ritterschaftshauptmann und Landrat
- Maydell, Viktor von (1838–1898), deutsch-baltischer Eisenbahningenieur und Oberbürgermeister von Reval